# 五所川原市
五所川原市（日语：／ Goshogawara shi */?）是位於日本青森縣西部、津輕半島中南部的城市。岩木川流經西部邊界並往北注入十三湖。當地居民在就業與就學方面與青森市、弘前市與津輕市有著密切的關聯。五所川原市每年在夏季舉辦的五所川原立佞武多祭為青森縣三大睡魔祭之一，每年吸引許多遊客前往。位於市浦地區的十三湊遺跡則被指定為日本國史跡。當地特產為蘋果等農產品。五所川原市也是作家太宰治的出生地。

## 地理
五所川原市境內約54%的面積被森林覆蓋，境內最高峰為坐落於東部，海拔677公尺的大倉岳，其次為海拔549公尺的馬神山。東邊隔著海拔400至600公尺的津輕山地稜線與青森市和蓬田村接壤，西邊則隔著岩木川與津輕市相接。境內的舊市浦村地域被外濱町分隔，為本市的飛地，其北部與西部皆為山地，西邊面向日本海，南邊則面向十三湖。岩木川的支流十川、舊十川、飯詰川、金木川、小田川、鳥谷川與相内川等皆流經市內。

### 氣候
五所川原市在氣候上屬於日本海側氣候。冬季受到強烈的西北季風吹拂，而其從日本海挾帶的水氣則會在市內的內陸地區降下大雪。由於對馬暖流流經市浦地域的沿海地區，因此當地冬季與太平洋一側的其他地區相比較為溫暖，降雪量也較少。

## 歷史
位於十三湖西岸的十三湊遺址在戰國時代的廻船式目中被記載為三津七湊之一的「奥州津輕十三湊」，在中世紀時曾為津輕地方的豪族安藤氏的根據地而繁榮，但在15世紀後期迅速衰退。
- 1889年（明治22年）4月1日 - 町村制施行，北津輕郡的五所川原村、榮村、中川村、三好村、長橋村、七和村、松島村、飯詰村誕生。
- 1898年（明治31年）7月1日 - 五所川原村町制施行為五所川原町。
- 1952年（昭和27年）11月26日 - 五所川原稅務署襲擊事件。
- 1954年（昭和29年）10月1日 - 五所川原町、榮村、中川村、三好村、長橋村、松島村、飯詰村合併為五所川原市。
- 1956年（昭和31年）9月30日 - 北津輕郡七和村（不包括下石川）被編入。
- 1958年（昭和33年）4月1日 - 北津輕郡木造町小曲被編入（五所川原市小曲）。
- 2005年（平成17年）3月28日 - 五所川原市、北津輕郡金木町、市浦村合併為新「五所川原市」。

## 行政

### 市長
- 佐々木孝昌

| 任               | 姓名             | 就任日                     | 退任日                     | 備註             |
| 舊・五所川原市長 | 舊・五所川原市長 | 舊・五所川原市長           | 舊・五所川原市長           | 舊・五所川原市長 |
| ---------------- | ---------------- | -------------------------- | -------------------------- | ---------------- |
| 1                | 外崎千代吉       | 1954年（昭和29年）11月20日 | 1958年（昭和33年）11月17日 |                  |
| 2                | 山内久三郎       | 1958年（昭和33年）11月18日 | 1962年（昭和37年）11月17日 |                  |
| 3                | 佐佐木榮造       | 1962年（昭和37年）11月18日 | 1966年（昭和41年）11月17日 |                  |
| 4                | 佐佐木榮造       | 1966年（昭和41年）11月18日 | 1970年（昭和45年）11月17日 |                  |
| 5                | 佐佐木榮造       | 1970年（昭和45年）11月18日 | 1974年（昭和49年）11月17日 |                  |
| 6                | 佐佐木榮造       | 1974年（昭和45年）11月18日 |                            |                  |
| 7                | 寺田秋夫         | 1977年（昭和52年）3月30日  | 1981年（昭和56年）3月29日  |                  |
| 8                | 寺田秋夫         | 1981年（昭和56年）3月30日  |                            |                  |
| 9                | 森田稔夫         | 1983年（昭和58年）2月6日   | 1987年（昭和62年）2月5日   |                  |
| 10               | 森田稔夫         | 1987年（昭和62年）2月6日   |                            |                  |
| 11               | 佐佐木榮造       | 1989年（平成元年）6月18日  | 1993年（平成5年）6月17日   |                  |
| 12               | 佐佐木榮造       | 1993年（平成5年）6月18日   | 1997年（平成9年）6月17日   |                  |
| 13               | 成田守           | 1997年（平成9年）6月18日   | 2004年（平成13年）6月17日  |                  |
| 14               | 成田守           | 2004年（平成13年）6月18日  | 2005年（平成17年）3月27日  |                  |
| 五所川原市長     |                  |                            |                            |                  |
| -                | 成田守           | 2005年（平成17年）3月28日  | 2005年（平成17年）4月17日  | 職務執行者       |
| 1                | 成田守           | 2005年（平成17年）4月26日  | 2006年（平成18年）5月27日  | 途中退職         |
| 2                | 平山誠敏         | 2006年（平成18年）7月9日   | 2010年（平成22年）7月9日   |                  |
| 3                | 平山誠敏         | 2010年（平成22年）7月9日   | 2014年（平成26年）7月8日   |                  |
| 4                | 平山誠敏         | 2014年（平成26年）7月9日   | 2018年 （平成30年）7月8日  | 無投票當選       |
| 5                | 佐佐木孝昌       | 2018年（平成30年）7月9日   | 2022年 （令和4年）7月8日   |                  |
| 6                | 佐佐木孝昌       | 2022年（令和4年）7月9日    | 現任                       |                  |

## 經濟

### 產業
由於五所川原市具有相當有利的地理條件，因此與周邊的行政區劃發展成以該市為中心的商業圈。市內的商業地區原本以五所川原站為中心，但受到日本泡沫經濟破滅的影響，生意逐漸惡化。目前五所川原市對舊市區重新劃分，並以第三部門的方式管理後來落成的複合型商業中心。

#### 漁業
- 蜆
- 十三漁業協同組合

#### 工業
- 東芝媒體機器

#### 商業
- エルム（ELM）之街 - 以伊藤洋華堂為核心的購物中心

### 郵政

#### 配送據點
- 郵政事業五所川原分店
  - 金木配送據點
  - 市浦配送據點

#### 郵政局
- 五所川原郵政局（84010）
- 金木郵政局（84015）
- 十三郵便局（84039）
- 市浦郵政局（84066）
- 高野郵政局（84100）
- 七和郵政局（84102）
- 飯詰郵政局（84107）
- 三好郵政局（84131）
- 五所川原綠町郵政局（84151）
- 嘉瀨郵政局（84153）
- 梅澤郵政局（84192）
- 長橋郵政局（84232）
- 五所川原田町郵政局（84243）
- 五所川原北郵政局（84249）
- 五所川原松島郵政局（84260）
- 津輕中川簡易郵政局（84703）
- 毘沙門簡易郵政局（84740）
- 喜良市簡易郵政局（84797）
- 脇元簡易郵政局（84804）

## 交通

### 鐵道
- 東日本旅客鐵道
  - 五能線：五所川原站
- 津輕鐵道
  - 津輕鐵道線：津輕五所川原站 - 十川站 - 五農校前站 - 津輕飯詰站 - 毘沙門站 - 嘉瀨站 - 金木站 - 蘆野公園站 - 川倉站

### 巴士

#### 高速巴士
- 弘南巴士．京濱高速巴士
  - 夜曲號
    - 五所川原⇔濱松町．品川町客運總站
- 弘南巴士
  - 約德爾號
    - 五所川原⇔盛岡

#### 路線巴士
- 弘南巴士
  - 五所川原～青森線
    - 五所川原⇔原子⇔大釋迦⇔新城⇔青森

  - 弘前～五所川原線
    - 五所川原⇔鶴田⇔板柳⇔藤崎⇔弘前

  - 五所川原～鰺澤線
    - 五所川原⇔木造⇔森田⇔鰺澤

  - 五所川原～小泊線
    - 五所川原⇔金木⇔中里⇔相內（市浦）⇔下前⇔小泊

  - 十三線
    - 五所川原⇔木造⇔車力⇔十三⇔下前⇔小泊

### 道路

#### 一般國道
- 國道101號
- 國道339號

#### 縣道

##### 主要地方道
- 青森縣道2號屏風山內真部線
- 青森縣道12號鰺澤蟹田線
- 青森縣道26號青森五所川原線
- 青森縣道34號五所川原浪岡線
- 青森縣道35號五所川原岩木線
- 青森縣道36號五所川原金木線
- 青森縣道38號五所川原黑石線
- 青森縣道43號五所川原車力線

##### 一般縣道
- 青森縣道101號金木停車場線
- 青森縣道107號嘉瀨停車場線
- 青森縣道137號七之館板柳線
- 青森縣道150號持子澤鶴田線
- 青森縣道151號蒔田五所川原線
- 青森縣道154號妙堂崎五所川原線
- 青森縣道156號福山五所川原線
- 青森縣道157號松野木姥萢線
- 青森縣道159號大泉姥萢線
- 青森縣道160號羽野木澤梅田線
- 青森縣道163號沖飯詰五所川原線
- 青森縣道164號林五所川原線
- 青森縣道195號喜良市嘉瀨停車場線
- 青森縣道252號五所川原停車場線
- 青森縣道279號津輕飯詰停車場線

#### 五所川原市道

##### 舊五所川原市域
- 五所川原市道岩木町飯詰線
- 五所川原市道松野木飯詰線
- 五所川原市道淨水道線
- 五所川原市道花卉中心線
- 五所川原市道石田坂1號線
- 五所川原市道金山戶澤線
- 五所川原市道二森戶澤線
- 五所川原市道二森興隆線
- 五所川原市道原子羽野木澤線
- 五所川原市道持子澤前田野目線
- 五所川原市道前田野目線
- 五所川原市道前田野目6號線
- 五所川原市道前田野目10號線

##### 舊町村域
- 五所川原市道七夕野一線
- 五所川原市道賽之河原一線
- 五所川原市道蘆和一線
- 五所川原市道若松一線
- 五所川原市道藤枝七線
- 五所川原市道藤枝二線
- 五所川原市道太田相內線
- 五所川原市道相內十三線
- 五所川原市道相內桂川線
- 五所川原市道山王坊十三線
- 五所川原市道相內太田鏡線

#### 農道
- 五所川原廣域農道（別名「こめ米（こめまい）ロード」）

## 觀光

### 景點、遺跡

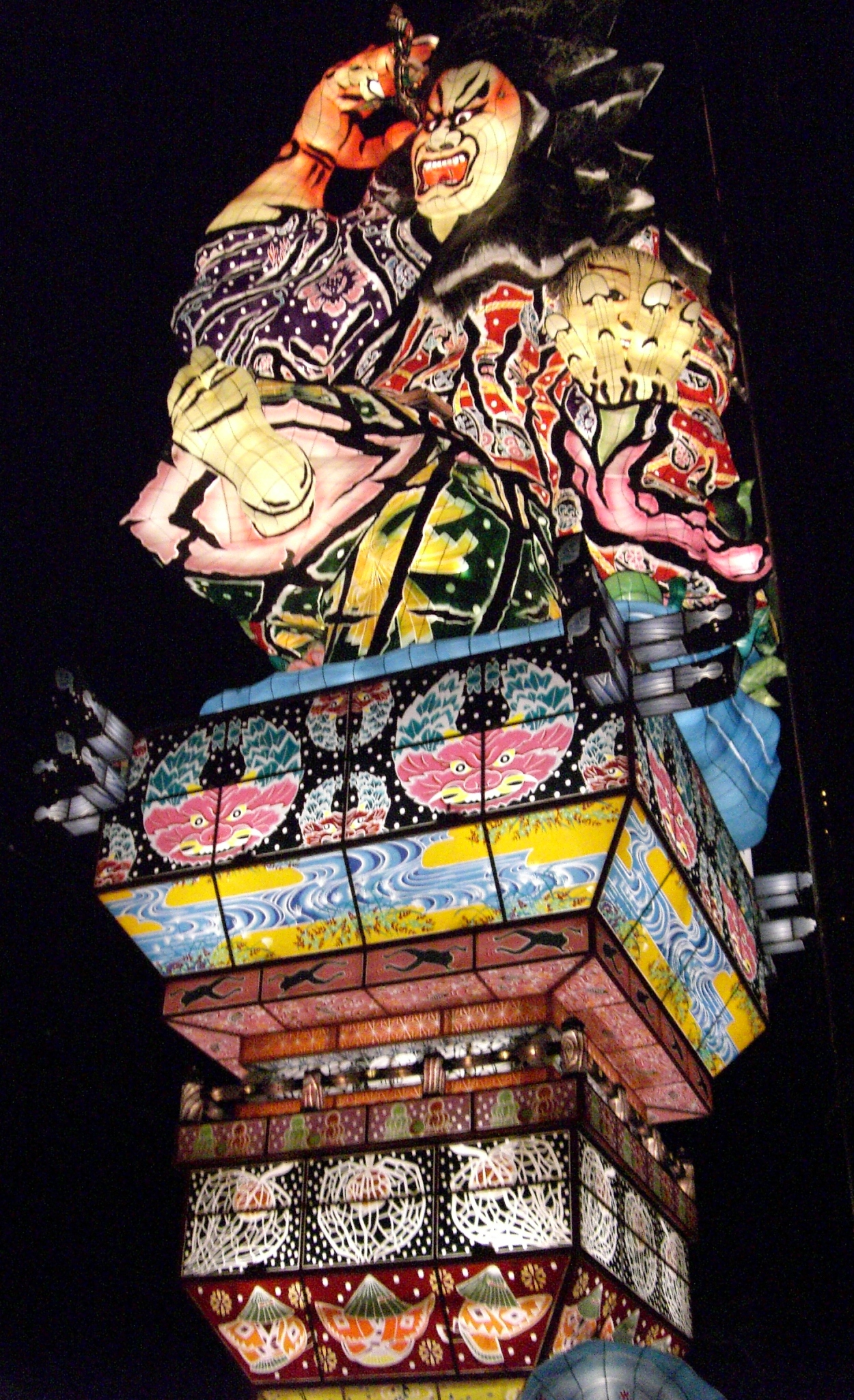
五所川原立佞武多（2007年）

- 太宰治紀念館 「斜陽館」（金木町朝日山）
- 舊津島家住宅（金木町朝日）國家重要文化財產 （页面存档备份，存于）
- 蘆野公園
- 十三湖
- 脇元海水浴場
- 舊平山家住宅（湊字千鳥）國家重要文化財產 （页面存档备份，存于）
- 五所川原須惠器窯跡（子沢字隠川）國家歷史遺跡 （页面存档备份，存于）
- 十三湊遺跡（十三）國家歷史遺跡 （页面存档备份，存于）
- 福島城
- 石塔山荒霸吐神社
- 歷史民俗資料館（湊字千鳥）
- 金木歷史民俗資料館（金木町芦野）
- 市浦歷史民俗資料館（中之島公園內、十三土佐）
- 金木町玉鹿石（金木町喜良市字小田川國家森林）縣自然景觀，玉鹿石乃「錦石」其中一種，通常存在於懸崖的玄武岩，並以團塊狀暴露在熔岩中。 （页面存档备份，存于）
- 飯詰八幡宮（飯詰字福泉）本殿（縣重要寶物）（页面存档备份，存于）

### 祭典、特別活動
- 五所川原立佞武多（8月4日至8日） - ねぷた（耐伏塔／佞武）

## 地域

### 教育

#### 高等學校
- 青森縣立五所川原高等學校
- 青森縣立五所川原東高等學校
- 青森縣立五所川原工業高等學校
- 青森縣立五所川原農林高等學校
- 青森縣立金木高等學校
- 青森縣立金木高等學校市浦分校（舊市浦村立、現五所川原市立）
- 學校法人館田學園五所川原第一高等學校
- 學校法人下山學園五所川原商業高等學校

#### 中學
- 五所川原市立五所川原第一中學
- 五所川原市立五所川原第二中學
- 五所川原市立五所川原第三中學
- 五所川原市立五所川原第四中學
- 五所川原市立金木中學
- 五所川原市立金木南中學
- 五所川原市立市浦中學

#### 小學
- 五所川原市立五所川原小學
- 五所川原市立南小學
- 五所川原市立中央小學
- 五所川原市立榮小學
- 五所川原市立三輪小學
- 五所川原市立沖飯詰小學
- 五所川原市立三好小學
- 五所川原市立長橋小學（2010年3月閉校）
- 五所川原市立松島小學
- 五所川原市立一野坪小學
- 五所川原市立飯詰小學
- 五所川原市立毘沙門小學
- 五所川原市立羽野木澤小學（2010年3月閉校）
- 五所川原市立東小學（2010年3月閉校）
- 五所川原市立東峰小學
- 五所川原市立金木小學
- 五所川原市立嘉瀨小學
- 五所川原市立喜良市小學
- 五所川原市立市浦小學

### 金融
- 青森銀行（市內擁有4間分店）
- 陸奧銀行（市內擁有3間分店）
- 青之森信用金庫（市內擁有2間分店）
- 東奧信用金庫五所川原分店
- 青森縣信用組合五所川原分店
- 輕津農業協同組合
- 西北津輕農業協同組合

## 姊妹城市、提攜都市

### 國內
- 北海道上之國町
  - 於1988年（昭和63年）11月16日作姊妹城市提攜（由於有關安藤氏歷史背景的緣故）。
- 山梨縣富士河口湖町
  - 於1998年（平成10年）4月17日作友好都市提攜（作教育、文化、經濟等交流）。

## 本地出身的名人
- 太宰治（小說家）
- 津島文治（政治家）
- 吉幾三（演歌歌手、作詞人、作曲家）
- 羽柴誠三秀吉（實業家）
- 三上大和（俳優）
- 仁太坊（津輕三味線演奏家）
- 尊富士彌輝也 力士
- 二子岳武（大相撲力士、小結）
- 北勝岩治（大相撲力士）
- 清水川元吉（大相撲力士、大關）
- 柏戶利助（大相撲力士、大関）
- 古川純一（滑雪選手）
- 八代目桂文樂（落語家）
- 平山幸司（現參議院議員）
- 鈴城芹（漫畫家）
- 下山大地 （籃球運動員）

## 外部連結
- 五所川原市（页面存档备份，存于）（日語）